# Blécourt (Alta Marna)
Blécourt là một xã thuộc tỉnh Haute-Marne trong vùng Grand Est đông bắc nước Pháp. Xã này nằm ở khu vực có độ cao trung bình 315 mét trên mực nước biển.